# Nutrição comportamental
A nutrição comportamental é uma abordagem científica e inovadora que tem como missão clínica a defesa de um foco biopsicosociocultural da alimentação, e como missão de comunicação, defender não apenas que seja responsável e ética, mas também positiva e inclusiva.
A nutrição comportamental ao defender conjuntamente, na prática, os aspectos fisiológicos, sociais, culturais e emocionais da alimentação em contraposição a um foco biologicista da nutrição, tem objetivo de que a atuação do nutricionista mais humanizada e empática, para real promoção da mudança de comportamento alimentar.
O termo foi cunhado e a abordagem proposta pelo Instituto Nutrição Comportamental — marca registrada.

## Premissas e pilares
A abordagem nutrição comportamental é inclusiva, ou seja, todos nutricionistas podem somas às suas práticas e conhecimentos, as premissas e modelos e estratégias da abordagem para ampliar sua atuação. Defende uma orientação nutricional biopsicosocial e individualizada, que não se baseia em uma “dieta prescritiva e mandatória”, ressaltando a importância de comportamentos saudáveis e para uma saúde global.Neste sentido, foca em reconhecer e respeitar o espaço de cada alimento em uma alimentação saudável, tendo como base a frequência, a quantidade e o contexto;
As premissas da abordagem nutrição comportamental são: 
- Ser inclusiva, no qual qualquer profissional (independentemente de sua “filosofia” de trabalho atual, formação e área de atuação) possa encontrar novidades e subsídios para a sua prática em nutrição.
- Ampliar o modo de atuação do nutricionista, com uso de estratégias que não são aprendidas na graduação – nem mesmo nos cursos de especialização existentes no país.
- Acreditar que todos os alimentos podem ter espaço em uma alimentação saudável, respeitadas as questões de quantidade e frequência; e também que a discussão deve ser sempre contextualizada na história do indivíduo, levando em conta a forma de orientá-lo para uma vida mais saudável, contemplando os aspectos fisiológicos, culturais, sociais e emocionais da alimentação.
- Manter a abordagem biopsicossocial e defender uma comunicação e orientação nutricional que não se baseia em uma “dieta”; que peso não é um comportamento e, portanto, não deve ser o foco de um tratamento ou aconselhamento nutricional (pode ser uma consequência); que saúde depende de comportamentos saudáveis e não de um determinado peso apenas; e que pessoas de todos os tamanhos podem ser saudáveis.

Os pilares da abordagem nutrição comportamental são: 
- educação sobre a ineficácia e consequências das dietas restritivas, com necessidade de olhar ampliado e individualizado;
- orientação individualizada COM o paciente e não PARA ele, respeitando a proposta de clínica ampliada e compartilhada, e não uma orientação prescritiva fechada;
- defesa do prazer em comer, e um comer que respeite todos os fatores e determinantes envolvidos e o contexto: para quem, quando, onde, como, porque?;
- (re)aprendizado do comer respeitando os sinais internos de fome, apetite e saciedade — em seus aspectos fisiológicos e hedônicos.

## Importância
A abordagem nutrição comportamental objetiva a promoção de comportamentos saudáveis, entendendo os mesmo de forma ampla e com fundamentação teórico científica. Defende que os antecedentes e consequentes do comportamento alimentar — PORQUE e COMO se come — são tão importantes quanto o QUE se come. Esta visão e atuação ampla, visam  promover autonomia alimentar, ajudando no cuidado e não no controle dos pacientes.
Além disso, abrange conceitos como “comer intuitivo” e “comer com atenção plena”, que se baseiam em criar uma relação afetiva e saudável com o ato de comer, englobando a falta de julgamento, a abertura e a curiosidade ao longo da vivência alimentar.

## Aplicação
A abordagem nutrição comportamental de ser utilizada com qualquer público, focando em suas premissas e respeitando as necessidades individuais. É diferencial no  tratamento de obesidade, diabetes e outras DCNT e transtornos alimentares, mas também no atendimento de crianças e adolescentes, para praticantes de atividade física e  no atendimento de empresas.
Para todos os públicos que objetivam mudança de comportamento alimentar e melhorar a sua relação com a comida, a nutrição comportamental auxilia grandemente ampliando as possibilidades do nutricionista na promoção de comportamentos saudáveis.